# Charles Calvert, 5. Baron Baltimore

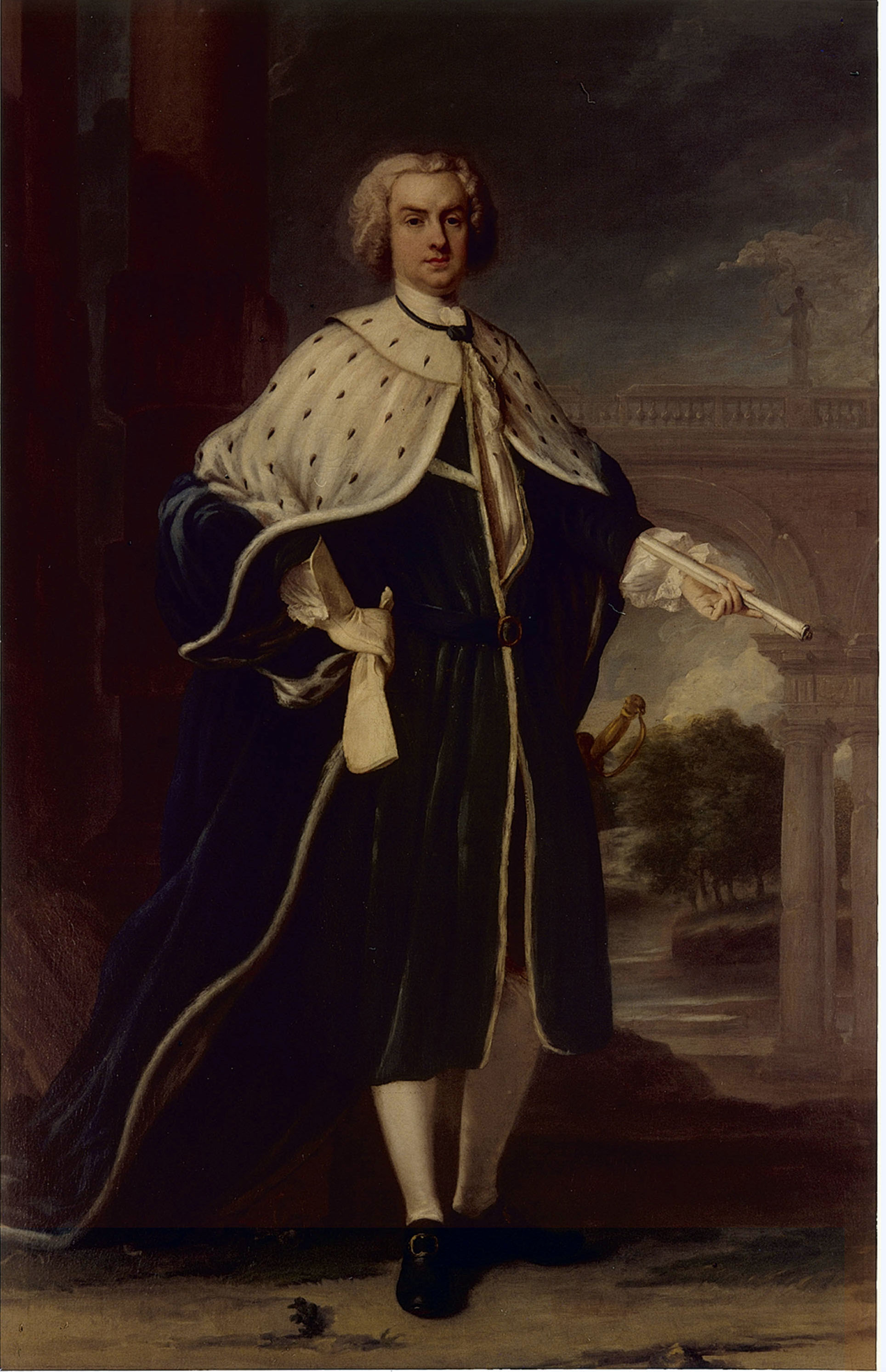
Charles Calvert, 5. Baron Baltimore

Charles Calvert, 5. Baron Baltimore (* 29. September 1699 in England; † 24. April 1751 ebenda) war ein britischer Adliger und Politiker, sowie Lord Proprietor der Kolonie Maryland.

## Leben
Charles Calvert war der älteste Sohn von Benedict Calvert, 4. Baron Baltimore, aus dessen Ehe mit Lady Charlotte Lee. Seine Großmutter mütterlicherseits Charlotte Lee, Countess of Lichfield, war eine uneheliche Tochter König Karls II.
Charles wurde zunächst katholisch erzogen und besuchte eine Jesuitenschule, trat aber aus dieser aus, als er und sein Vater aus politischen Gründen zum Anglikanismus konvertierten. Charles war noch minderjährig, als im April 1715 sein Vater starb und Charles dessen Adelstitel als 5. Baron Baltimore erbte. Im selben Jahr erreichte er, dass ihm die Besitzrechte als Lord Proprietor der Kolonie Maryland wiederhergestellt wurden, die seinem katholischen Großvater 1689 im Rahmen der Glorious Revolution entzogen worden waren.
Nachdem er 1720 volljährig geworden war, nahm er seine ererbten Ländereien in Besitz und nahm den mit seinem Adelstitel verbundenen Sitz im irischen House of Lords ein. 1722 verkaufte er das zu seinen Besitzungen gehörende Anwesen Kiplin Hall in Yorkshire an seinen Stiefvater, Christopher Crowe (um 1681–1749). Er selbst bewohnte das Anwesen Woodcote Park bei Epsom in Surrey. 1731 wurde er als Fellow in die Royal Society aufgenommen.
1727 ernannte er seinen jüngeren Bruder Benedict Leonard Calvert († 1732) zum Gouverneur von Maryland. 1732 übernahm er kurz selbst das Gouverneursamt, kehrte aber im selben Jahr noch nach Großbritannien zurück und machte dort eine politische Karriere.
Im Haushalt des Prince of Wales hatte er von 1731 bis 1747 das Hofamt eines Gentleman of the Bedchamber sowie von 1747 bis 1751 das Hofamt des Cofferer of the Household und des Surveyor-General of the Duchy of Cornwall inne. Als Abgeordneter für das Borough St Germans von 1734 bis 1741 und für das County Surrey von 1741 bis 1751 war er Mitglied des britischen House of Commons. Er gehörte der Partei der Tories an. Er amtierte zudem von 1742 bis 1744 als Lord der Admiralität.
Er starb 1751 und wurde in Erith in Kent begraben.

## Ehe und Nachkommen
Am 20. Juli 1730 heiratete er Mary Janssen († 1770), Tochter des Sir Theodore Janssen, 1. Baronet, Unterhausabgeordneter für Wimbledon, Direktor der South Sea Company. Mit ihr hatte er zwei Söhne und vier Töchter:
- Frederick Calvert, 6. Baron Baltimore (1732–1771), ⚭ 1753 Lady Diana Egerton (1732–1758), Tochter des Scrope Egerton, 1. Duke of Bridgewater;
- Hon. Charles Calvert (* 1736);
- Hon. Louisa Calvert (1733–1821), ⚭ John Browning;
- Hon. Frances Dorothy Calvert (1734–1736);
- Hon. Jane Calvert (* um 1735);
- Hon. Caroline Calvert (um 1745–1803), ⚭ 1763 Sir Robert Eden, 1. Baronet, 1776 Gouverneur von Maryland.

Zudem hatte er einen unehelichen Sohn:
- Benedict Swingate Calvert (um 1742–1788), ⚭ Elizabeth Calvert (1731–1788), Tochter des Charles Calvert.